# Chen Jiu
Chen Jiu (? - printemps 208) est Contrôleur en Chef sous Huang Zu, un haut gradé au service du seigneur de guerre chinois Liu Biao lors de la dynastie Han en Chine antique.
Il reçoit, avec Deng Long, l’ordre de mener la flotte de Huang Zu au combat lorsque Sun Quan attaque ce dernier. Il est assigné conjointement à l’avant-garde avec Deng Long et mène la flotte de bateaux de guerre près de Miankou afin de bloquer le passage à l’ennemi. Cependant, l’armée de Sun Quan leur livre bataille avec succès et Chen Jiu tente de se sauver. Lü Meng se précipite alors sur lui et le tue d’un coup à la poitrine.